# 蒲林巷近代住宅
蒲林巷近代住宅，位于江苏省苏州市姑苏区蒲林巷，建于民国。为苏州市文物保护单位。
蒲林巷近代住宅为邹樑臣故居。邹樑臣（1887年－1959年），苏州人，曾为律师，绸庄老板。
邹樑臣故居建于1924年，有建筑800平方米，为西式三层洋房。东南面1、2层为镂空回廊，每面各2根罗马柱竖立，1、2层柱式又各不同，做工精美。楼内采螺旋式楼梯，起居、会客设施齐全。